# Saveh
Saveh (en persa: ساوه‎ en azerí: Savə) es una ciudad de la provincia de Markazi de Irán. Se encuentra aproximadamente a 100 kilómetros (60 mi) al suroeste de Teherán.

## Residentes
La mayoría de los habitantes de Saveh son azeríes, pertenecientes al habla turco azerí. Una minoría conformada por persas de habla farsí.

## Demografía
| Gráfica de evolución de Saveh entre 1986 y 2016 |
|                                                 |

## Galería

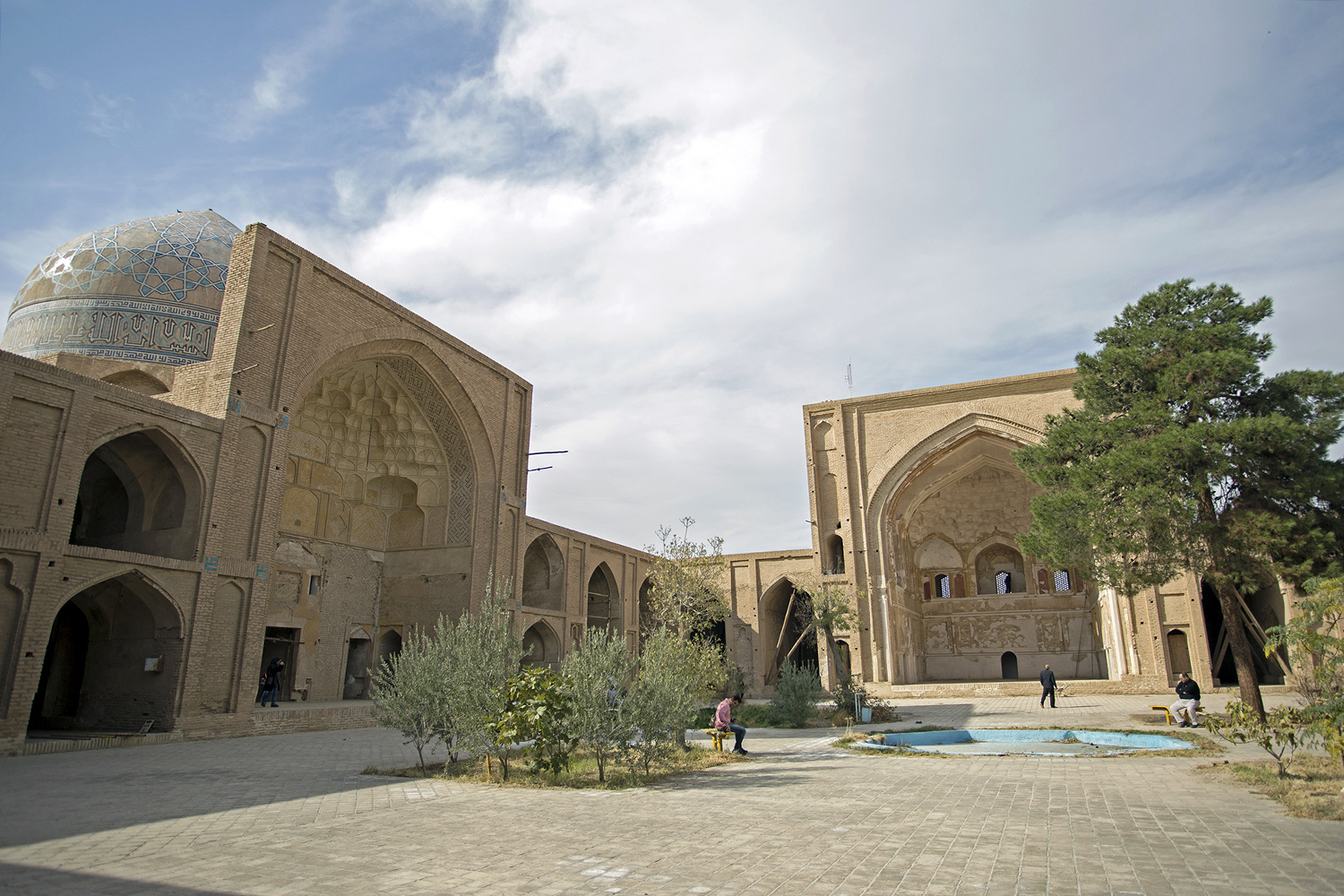
Mezquita Jameh
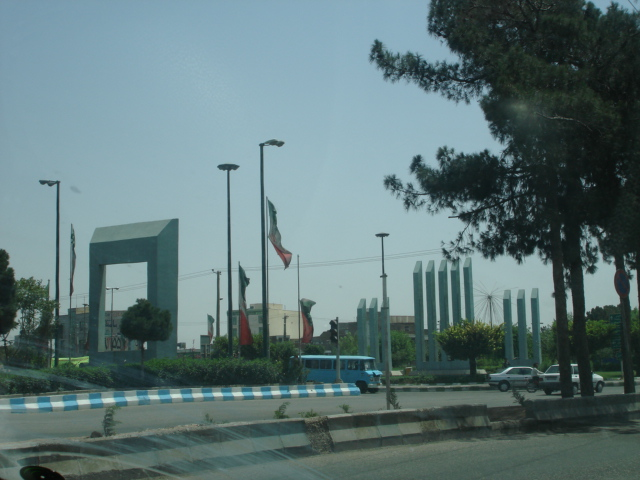
Rotonda Azadi
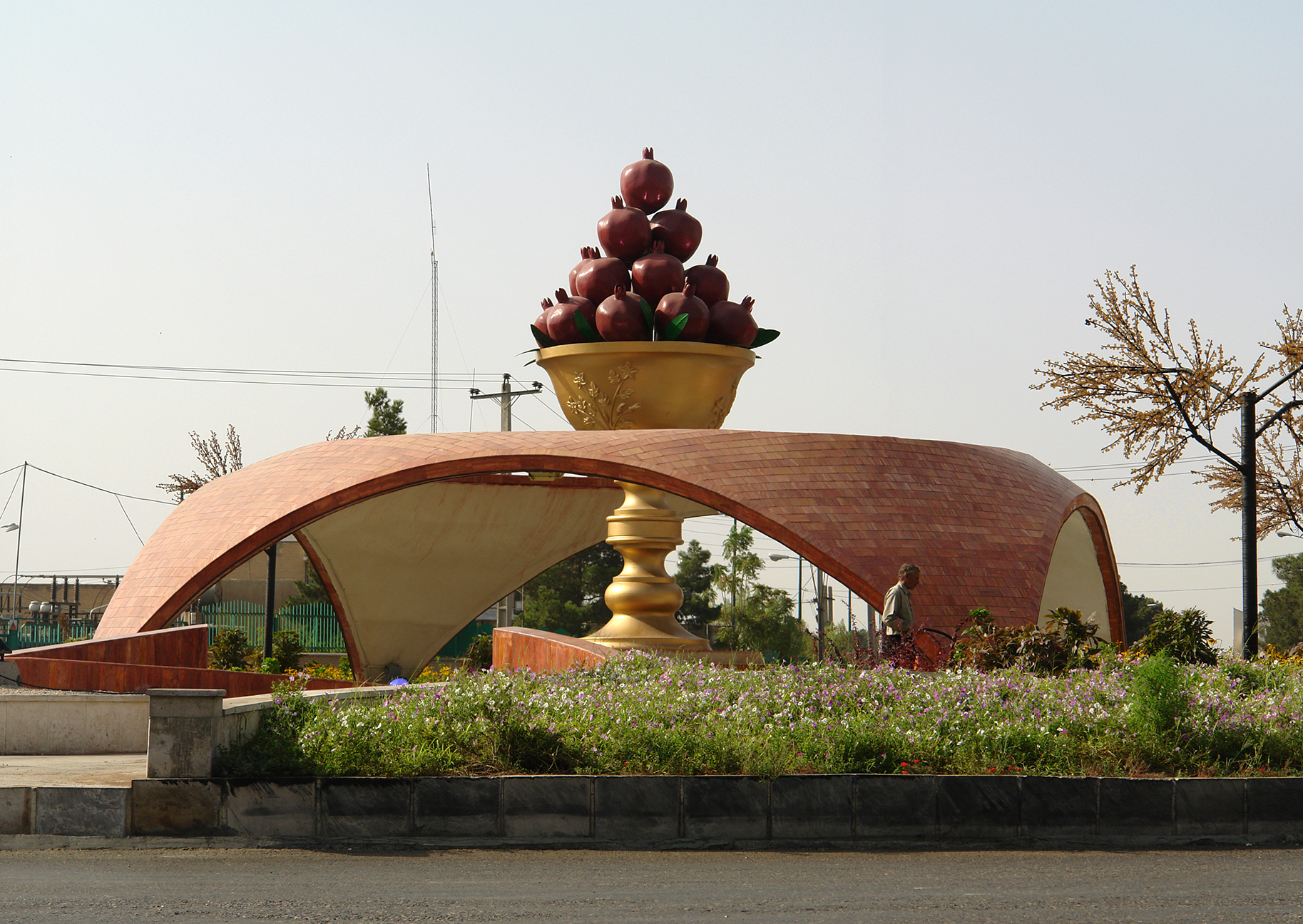
Plaza Shahrdari